# Llista de topònims d'Ordis
Llista de topònims (noms propis de lloc) del municipi d'Ordis, a l'Alt Empordà
Informació actualitzada per un bot. Els canvis manuals es perdran quan s'actualitzi!

## casa
| imatge | Nom          | Ubicat a | instància de | Detalls                                           | coordenades                                                              | Protecció                                  | Commons (més fotos) | Dades a WD                    |
| ------ | ------------ | -------- | ------------ | ------------------------------------------------- | ------------------------------------------------------------------------ | ------------------------------------------ | ------------------- | ----------------------------- |
|        | Cal Corraler | Ordis    | casa         |                                                   | 42° 13′ 07″ N, 2° 54′ 26″ E / 42.2187°N,2.90733°E                        | bé integrant del patrimoni cultural català |                     | Modifica les dades a Wikidata |
|        | Can Tubert   | Ordis    | casa         | Estil: arquitectura popular 1603 Estat: bon estat | 42° 13′ 03″ N, 2° 54′ 21″ E / 42.217435°N,2.905946°E ca:Carretera d'Olot | bé integrant del patrimoni cultural català |                     | Modifica les dades a Wikidata |
|        | Can Vidalic  | Ordis    | casa         | Estil: arquitectura popular 17th century          | 42° 13′ 05″ N, 2° 54′ 23″ E / 42.218053°N,2.906357°E ca:C. Coll, 2       | bé integrant del patrimoni cultural català |                     | Modifica les dades a Wikidata |

## entitat singular de població
| imatge | Nom   | Ubicat a | instància de                                                                   | Detalls | coordenades                                                   | Protecció | Commons (més fotos) | Dades a WD                    |
| ------ | ----- | -------- | ------------------------------------------------------------------------------ | ------- | ------------------------------------------------------------- | --------- | ------------------- | ----------------------------- |
|        | Ordis | Ordis    | entitat singular de població ens local històric de Catalunya capital municipal | 382 hab | 42° 13′ 06″ N, 2° 54′ 25″ E / 42.2183°N,2.90705°E 97 msnm     |           |                     | Modifica les dades a Wikidata |
|        | Pols  | Ordis    | entitat singular de població                                                   | 14 hab  | 42° 13′ 32″ N, 2° 53′ 31″ E / 42.225583°N,2.891972°E 114 msnm |           |                     | Modifica les dades a Wikidata |

## església
| imatge | Nom                                  | Ubicat a | instància de | Detalls                      | coordenades                                       | Protecció                                  | Commons (més fotos)  | Dades a WD                    |
| ------ | ------------------------------------ | -------- | ------------ | ---------------------------- | ------------------------------------------------- | ------------------------------------------ | -------------------- | ----------------------------- |
|        | Hospital i capella de Santa Caterina | Ordis    | església     | Estil: arquitectura gòtica   | 42° 13′ 07″ N, 2° 54′ 26″ E / 42.2187°N,2.90733°E | bé integrant del patrimoni cultural català |                      | Modifica les dades a Wikidata |
|        | Sant Julià d'Ordis                   | Ordis    | església     |                              | 42° 13′ 07″ N, 2° 54′ 25″ E / 42.2186°N,2.90694°E | bé integrant del patrimoni cultural català | Sant Julià d'Ordis   | Modifica les dades a Wikidata |
|        | Sant Nicolau d'Ordis                 | Ordis    | església     | Estil: arquitectura romànica | 42° 12′ 10″ N, 2° 53′ 27″ E / 42.2029°N,2.89092°E | bé integrant del patrimoni cultural català | Sant Nicolau d'Ordis | Modifica les dades a Wikidata |
|        | Santa Maria de Pols                  | Ordis    | església     | Estil: arquitectura popular  | 42° 13′ 52″ N, 2° 53′ 06″ E / 42.231°N,2.88488°E  | bé integrant del patrimoni cultural català | Santa Maria de Pols  | Modifica les dades a Wikidata |

## granja
| imatge | Nom                         | Ubicat a | instància de | Detalls | coordenades                                                         | Protecció | Commons (més fotos) | Dades a WD                    |
| ------ | --------------------------- | -------- | ------------ | ------- | ------------------------------------------------------------------- | --------- | ------------------- | ----------------------------- |
|        | Granges d'en Frederic Vidal | Ordis    | granja       |         | 42° 13′ 42″ N, 2° 53′ 37″ E / 42.2283440548757°N,2.89349362545706°E |           |                     | Modifica les dades a Wikidata |
|        | Granja Sant Nicolau         | Ordis    | granja       |         | 42° 13′ 19″ N, 2° 54′ 45″ E / 42.2218664781002°N,2.91237053363415°E |           |                     | Modifica les dades a Wikidata |

## masia
| imatge | Nom                | Ubicat a | instància de     | Detalls                     | coordenades                                                                                        | Protecció                                            | Commons (més fotos) | Dades a WD                    |
| ------ | ------------------ | -------- | ---------------- | --------------------------- | -------------------------------------------------------------------------------------------------- | ---------------------------------------------------- | ------------------- | ----------------------------- |
|        | Can Gai            | Ordis    | masia            |                             | 42° 12′ 11″ N, 2° 53′ 22″ E / 42.2031495381447°N,2.88945375889821°E                                |                                                      |                     | Modifica les dades a Wikidata |
|        | Can Rita           | Ordis    | masia            |                             | 42° 13′ 08″ N, 2° 54′ 02″ E / 42.218857786419°N,2.90060973719813°E                                 |                                                      |                     | Modifica les dades a Wikidata |
|        | Mas Bofill         | Ordis    | masia            |                             | 42° 13′ 29″ N, 2° 53′ 34″ E / 42.2248°N,2.89267°E                                                  | bé integrant del patrimoni cultural català           |                     | Modifica les dades a Wikidata |
|        | Mas Carreres       | Ordis    | masia            |                             | 42° 12′ 14″ N, 2° 52′ 52″ E / 42.20397222°N,2.88103333°E                                           |                                                      |                     | Modifica les dades a Wikidata |
|        | Mas Casals de Pols | Ordis    | masia            |                             | 42° 13′ 52″ N, 2° 53′ 08″ E / 42.2312455499957°N,2.88566006861037°E                                |                                                      |                     | Modifica les dades a Wikidata |
|        | Mas Costa          | Ordis    | masia            |                             | 42° 12′ 58″ N, 2° 53′ 40″ E / 42.2161864984994°N,2.89454390061098°E                                |                                                      |                     | Modifica les dades a Wikidata |
|        | Mas Pagès          | Ordis    | masia            |                             | 42° 12′ 12″ N, 2° 53′ 32″ E / 42.2032331664187°N,2.89215488873932°E                                |                                                      |                     | Modifica les dades a Wikidata |
|        | Mas Pepa           | Ordis    | masia            |                             | 42° 13′ 05″ N, 2° 54′ 51″ E / 42.2180762223745°N,2.91422954976305°E                                |                                                      |                     | Modifica les dades a Wikidata |
|        | Mas Roig           | Ordis    | masia            | Estil: arquitectura popular | 42° 13′ 41″ N, 2° 52′ 57″ E / 42.227992°N,2.882513°E ca:Veïnat de Pols, al costat de la ctra. C-26 | bé integrant del patrimoni cultural català           |                     | Modifica les dades a Wikidata |
|        | Mas Sobiràs        | Ordis    | masia            |                             | 42° 12′ 31″ N, 2° 54′ 12″ E / 42.20850833°N,2.90333889°E                                           |                                                      |                     | Modifica les dades a Wikidata |
|        | Mas Vilar          | Ordis    | masia casa forta | Estil: arquitectura popular | 42° 12′ 15″ N, 2° 53′ 57″ E / 42.204045°N,2.899293°E ca:Camí vell d'Ordis                          | bé d'interès cultural bé cultural d'interès nacional |                     | Modifica les dades a Wikidata |

## Misc
| imatge | Nom                       | Ubicat a    | instància de      | Detalls          | coordenades                                                     | Protecció | Commons (més fotos) | Dades a WD                    |
| ------ | ------------------------- | ----------- | ----------------- | ---------------- | --------------------------------------------------------------- | --------- | ------------------- | ----------------------------- |
|        | Els Abeuradors            | Ordis       | indret            |                  | 42° 12′ 51″ N, 2° 52′ 52″ E / 42.214186°N,2.880981°E 141 msnm   |           |                     | Modifica les dades a Wikidata |
|        | casa consistorial d'Ordis | Ordis       | casa consistorial |                  | 42° 13′ 07″ N, 2° 54′ 24″ E / 42.218678°N,2.9067385°E           |           |                     | Modifica les dades a Wikidata |
|        | el Molí                   | Ordis       | molí d'aigua      |                  | 42° 12′ 59″ N, 2° 54′ 51″ E / 42.2163221173°N,2.9140597802533°E |           |                     | Modifica les dades a Wikidata |
|        | Àlguema                   | Alt Empordà | curs d'aigua      | Desemboca: Manol | 42° 14′ 02″ N, 2° 57′ 17″ E / 42.23384444°N,2.95461389°E        |           |                     | Modifica les dades a Wikidata |